# ماینرزن (زامتگمایند)
ماینرزن (به آلمانی: Samtgemeinde Meinersen) یک منطقهٔ مسکونی در آلمان است که در گیفهورن واقع شده‌است. ماینرزن ۲۰٬۹۴۴ نفر جمعیت دارد.